# Iveco TurboCity
Iveco TurboCity — высокопольный одиночный заднеприводный автобус большой вместимости, выпускаемый итальянской компанией Iveco S.p.A. с 1990 по 1996 год. Пришёл на смену автобусу Iveco Effeuno. Городская модель получила индекс 480, пригородная — 580, междугородняя — 680. 

## История семейства
Автобус Iveco TurboCity впервые был представлен в 1990 году. Представляет собой автобус, очень похожий на Iveco Effeuno, но с современной отделкой и комфортным салоном. Существует также сочленённый автобус длиной 17800 мм. Кроме автобусов с двигателями внутреннего сгорания, существуют также троллейбусы с электрооборудованием Ansaldo.
Модель эксплуатировалась в Италии, Восточной Европе, Малайзии и Африке. Также планировалась эксплуатация в Великобритании, однако она не была осуществлена.
На смену моделям Iveco 480 и Iveco 580 пришли модели семейства Iveco Turbocity R (490/590; обозначение пригородных моделей — TurboCity-UR) с высотой, укороченной на 550 мм.
Производство заверишилось в 1996 году, на смену пришёл автобус Iveco 491.

## Галерея

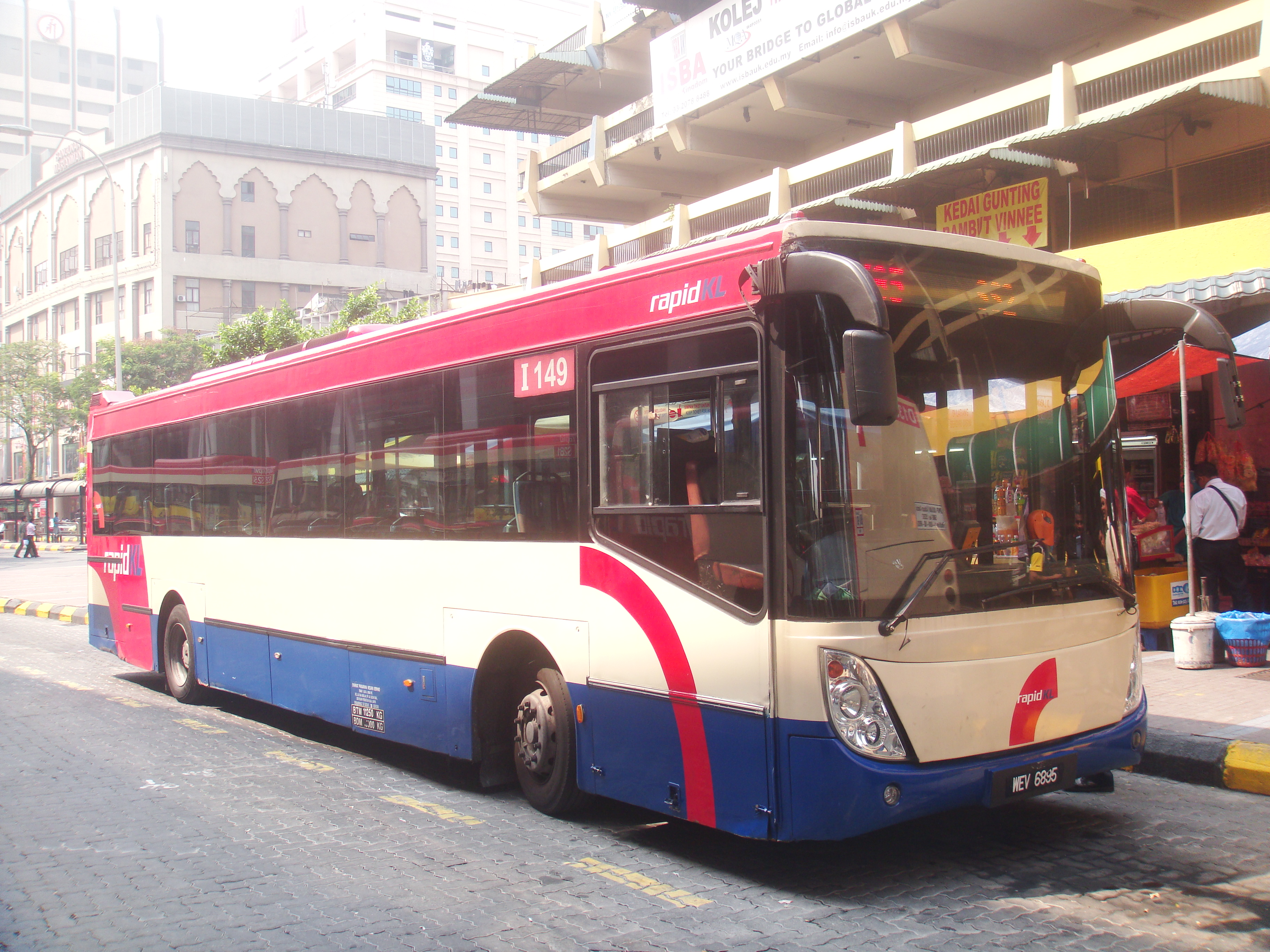
Iveco-TurboCity в Куала-Лумпуре
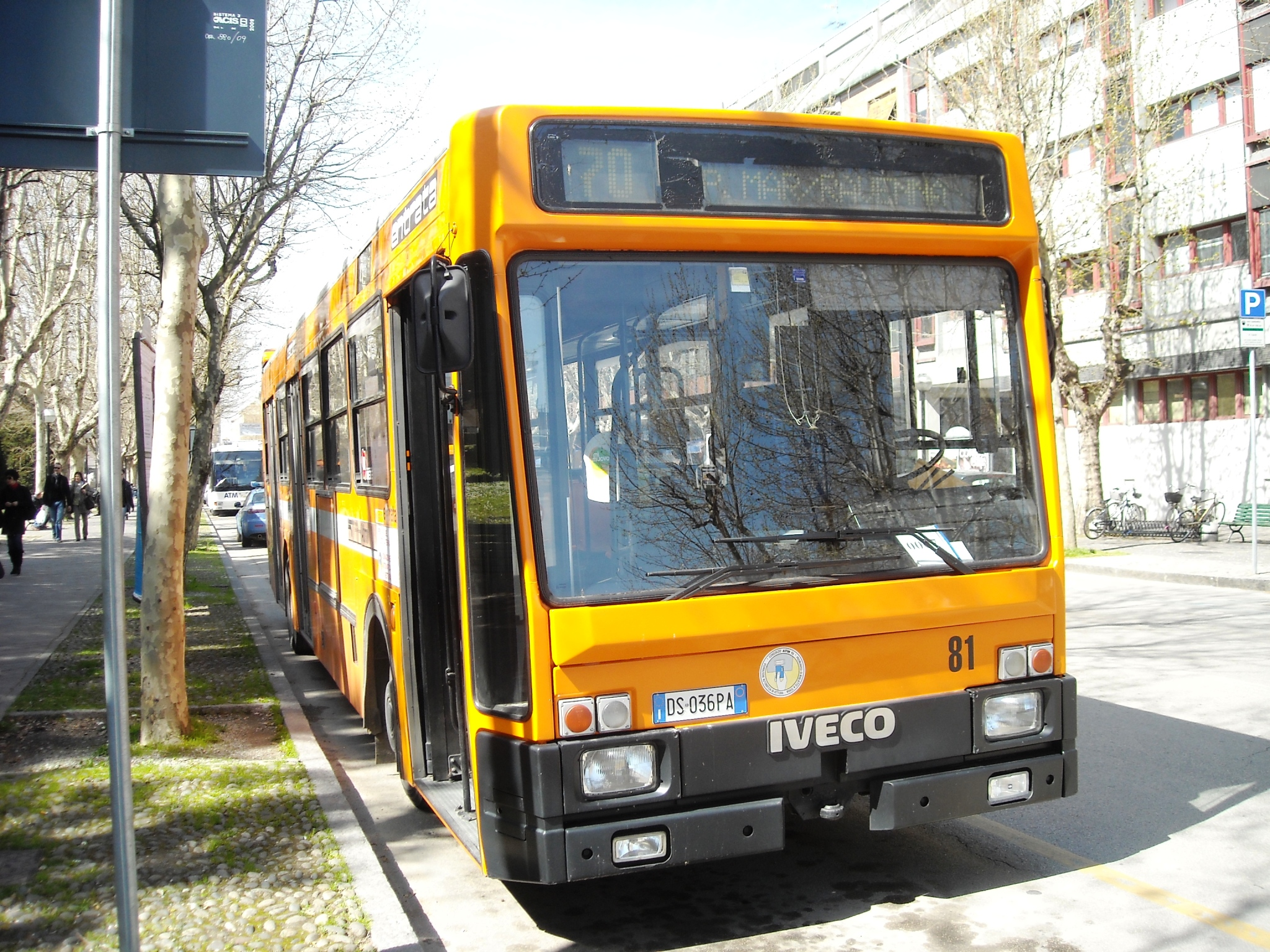
Iveco Turbocity в Равенне
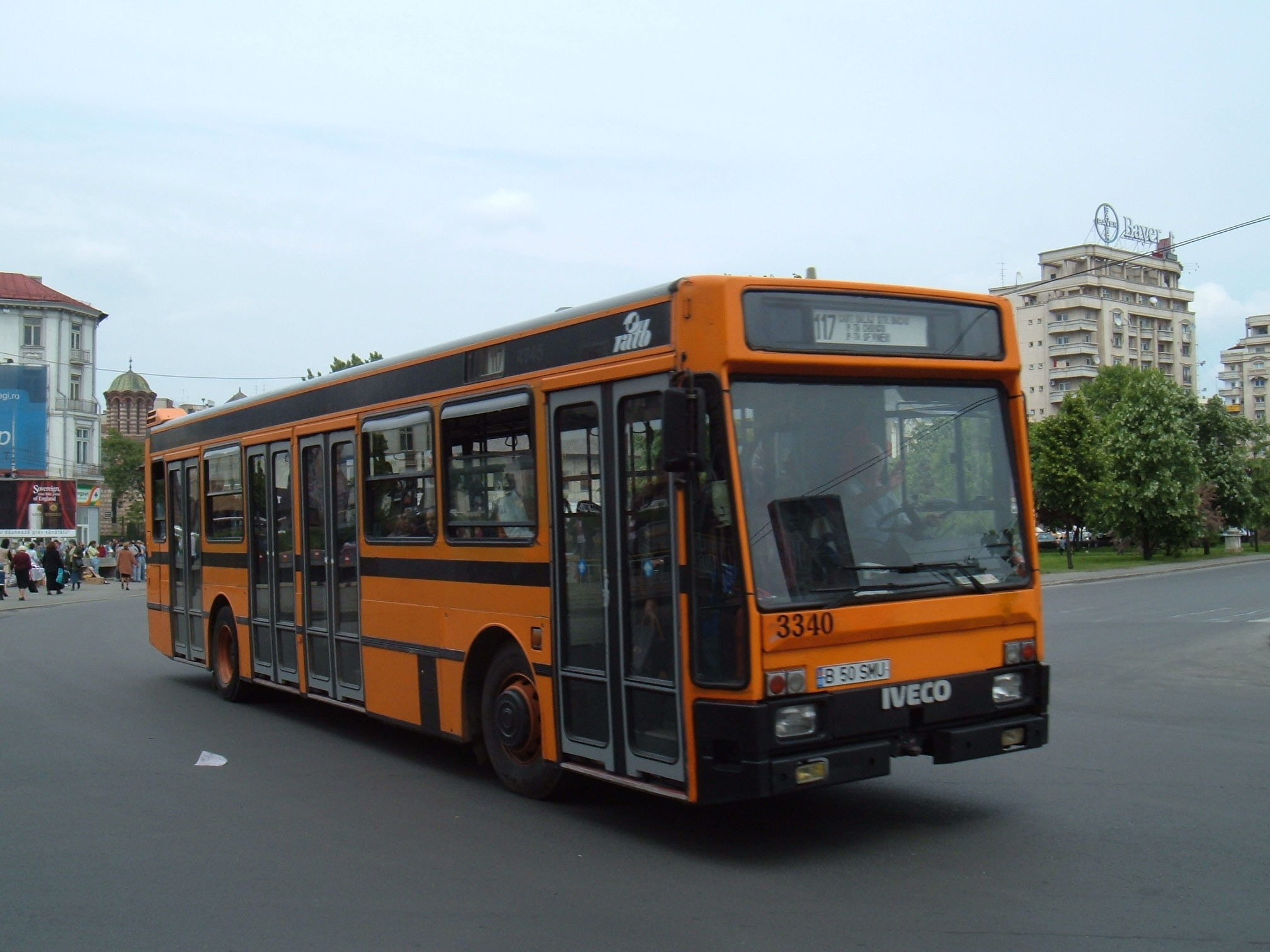
Iveco TurboCity в Бухаресте
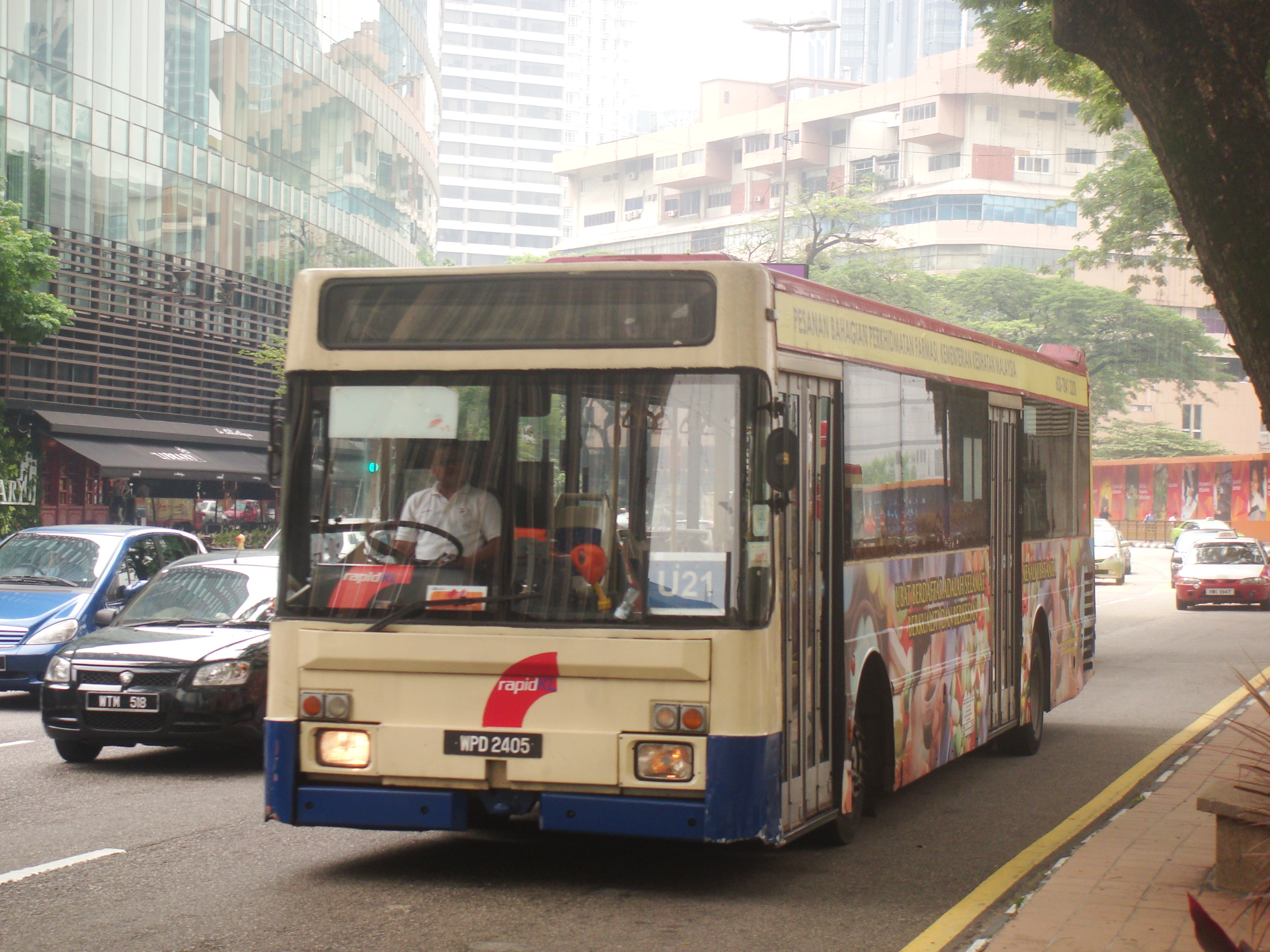
Iveco-TurboCity с кузовом Rapid KL